# El Arte en España
El Arte en España est une revue d'art publiée à Madrid entre 1862 et 1870.

## Description
Revue d'art éditée à Madrid — peut-être la plus notable du genre en Espagne à cette époque —, son premier numéro est publié en janvier 1862 avec comme sous-titre « revue bi-hebdomadaire des arts du dessin ». Il a été dirigé par l'historien de l'art Gregorio Cruzada Villaamil, celui qui a découvert les cartons de Goya et est un pionnier des études sur Diego Velázquez, avant de disparaître en 1870.
Chaque numéro propose des articles sur l'histoire de l'art et l'archéologie d'un grand intérêt historiographique, illustrés de gravures, eaux-fortes, lithographies, etc., et contribue ainsi au développement de ces techniques.
Les principaux historiens, critiques et artistes (dessinateurs, graveurs et lithographes) sont intervenus, pour écrire ou illustrer, tels que Cruzada Villaamil, Eduardo Cano, José Villaamil y Castro (es), Enrique Mélida, José Amador de los Ríos, Eduardo de Mariátegui Martín, José Fernández Giménez, Cecilio Pizarro et Aureliano Fernández-Guerra (es),.
La Bibliothèque nationale d'Espagne la décrit comme « fondamentale dans le panorama artistique espagnol ». Elle contribue à pousser les pouvoirs publics à mener une politique de protection et de développement du patrimoine artistique ainsi que l'enseignement des beaux-arts en Espagne.